# Dans la splendeur des lis
Dans la splendeur des lis (titre original en anglais In the Beauty of the Lilies) est un roman de l'écrivain américain John Updike publié originellement en 30 janvier 1996 aux États-Unis et en français le 26 août 1998 aux éditions du Seuil.

## Écriture du roman
L'un des éléments déclencheur de l'écriture du roman a été pour John Updike le siège de Waco au Texas en 1993 lors duquel un gourou fanatique, David Koresh, entraina dans la mort de plus de quatre-vingts membres de sa secte lors de l'assaut, critiqué, des forces de l'ordre.
Le titre du roman fait référence à un vers du chant patriotique américain The Battle Hymn of the Republic (1862). 

## Résumé

### Partie I: Clarence
En 1910, l'actrice star du cinéma muet, Mary Pickford, tourne son dernier film au Bela Vista Castle de Paterson dans le New Jersey.
Dans la même ville, Clarence Wilmot, un révérend de la quatrième église presbytérienne (PCUSA) vit une subite et violente crise de foi alors qu'il doit officier, sans rien laisser paraître, lors de diverses cérémonies religieuses. Très investi depuis vingt ans au sein de sa communauté, il est devenu un chef de file écouté et apprécié. Quarante ans, père de trois enfants – Jared, treize ans, Esther, onze ans, et Teddy sept ans –, marié sans passion à Stella, Clarence ne peut plus admettre les incohérences des textes qu'il dispense et enseigne. En cette année 1910, la philosophie, la biologie et la physique ont apporté de telles réponses aux grandes questions de la Nature que la métaphysique religieuse du Livre ne peut plus le satisfaire, et continuer de prêcher l'existence d'un Dieu tout puissant, unique, et salvateur lui apparaît comme une hypocrisie insupportable. Contre l'avis de sa femme, il décide de quitter ses fonctions et s'en va officialiser sa décision auprès de son supérieur à Jersey City, Thomas Dreaver. Ce dernier, après lui avoir tenu un discours de haute tenue qui concilie les plus récentes avancées de la science et la foi chrétienne, lui impose une année de réflexion pour valider sa démission comme l'impose le réglement de sa communauté.
En 1913, la ville est aux prises avec les grèves des ouvriers de la soie et du textile qui demandent une meilleure rétribution et luttent pour la journée de huit de travail. Clarence Wilmot est lui devenu démarcheur, arpantant les rues de Paterson pour vendre, sans succès, les volumes de L'Encyclopédie populaire. Déprimé et en disgrâce, il ne semble trouver l'appaisement qu'aux séances d'une heure au nickelodéon lors desquelles il s'oublie dans le spectacle du cinéma naissant et des premières vedettes mondiales sur grand écran.

### Partie II: Teddy
Clarence Wilmot meurt prématurément, victime de ses choix et de sa déchéance. Il laisse sa famille sans ressource, chacun des membres devant subvenir aux besoins à la hauteur de ses capacités et de son âge. Jared, étudiant à l'université Rutgers à New Brunswick, s'engage dans l'armée américaine pour aller se battre sur les fronts du nord de la France lors de la Grande Guerre – il en revient désabusé sur la nature humaine, handicapé d'un bras et sourd d'une oreille. Dès lors, il quitte sa famille et trace sa propre route dans le monde des affaires immobilières à New York. Alors que Stella pratique de menus travaux de couture, la famille doit, pour des raisons financières, déménager à Basingstoke dans le Delaware, pour vivre auprès de la sœur de Clarence, la tante Esther. Le plus jeune enfant, Teddy, un garçon sensible et timide, ne sait pas quelle voie prendre dans la vie, refusant d'aller au collège et travaillant successivement à l'usine de capsules de la ville, puis comme serveur au bar à sodas dans une épicerie. Là, il fait la rencontre à vingt-quatre ans d'Emily Sifford, la fille unique d'un horticulteur excentrique (et methodiste) qui l'attire étrangement, malgré son pied bot et son rude caractère. Ils se fréquentent assidûment durant deux saisons, se lutinant dans les limites de leurs morales religieuses.
En 1927, tiraillé entre son envie de rester auprès de sa mère et d'Emily, et poussé par la première à rejoindre son frère à New York, Teddy choisit de quitter Basingstoke. Il vit avec sa grande sœur Esther dans la ville en pleine explosion capitalistique où il travaille auprès de Jared à collecter les loyers dans les quartiers défavorisés. S'il participe aux activités sociales et semi-mondaines d'Esther et de Jared, il se sent profondément étranger à leur caractère artificiel et factice, vivant mal son départ du Delaware. Il décide rapidement de rentrer à Basingstoke pour faire sa demande officielle en mariage à Emily, qui accepte. Le jeune couple emménage chez la tante Esther, mais rapidement à l'étroit, décide de s'installer dans une maison proche avec l'aide financière du père d'Emily. Teddy, grâce aux relations de sa tante Esther, obtient un poste de facteur, subvenant ainsi aux besoins de son foyer à l'aube du krach boursier de 1929 qui met à mal les affaires de son frère et du pays qui s'enfonce dans la Grande Dépression.

### Partie III: Essie / Alma
En 1937, Teddy et Emily ont désormais deux enfants – Esther dite « Essie », sept ans, et Danny, quatre ans – et vivent paisiblement dans leur maison avec la grand-mère Stella pour les aider à s'occuper des petits. Essie manifeste très tôt le goût pour l'indépendance et une certaine forme de témérité. Fascinée par le cinéma, elle réussit à convaincre ses parents de la laisser aller seule aux séances de l'après-midi de leur salle de quartier. Là, elle découvre les stars du grand écran, et rapidement se met à collectionner leurs photos dédicacées. Quelques années plus tard, la guerre semble tout à la fois lointaine mais impactant directement sur la vie quotidienne des Américains dont l'économie refleurit. Essie, à l'aube de l'adolescence, est toujours aussi fascinée par les stars et leur image, s'étudie elle-même beaucoup dans le miroir et se découvre un attrait précoce pour les garçons. Alors qu'elle participe à un concours de beauté rural, elle est remarquée par un photographe qui lui propose, malgré la réticence de sa mère, de faire des photos à la volée puis l'incite à venir à New York pour de vraies séances en studio. La détermination et la force de conviction d'Essie réussit à vaincre une fois de plus les craintes familiales. L'adolescente de dix-sept ans se constitue un book et des relations grâce auxquelles elle pose principalement pour des publicités ménagères.
Dès la fin de sa scolarité au lycée, Essie sait qu'elle veut faire une carrière d'actrice, quel qu'en soit le risque et les impératifs de l'époque. Elle décide de s'installer à New York, chaperonnée par son cousin Patrick, qui l'incite à prendre des cours de diction, de chant et de comédie. Allant à l'encontre des nouveaux principes à la mode de la Méthode de l'Actors Studio, Essie travaille dans un vieux cours classique. Elle cachetonne de séances de photo publicitaires en apparitions dans des programmes pour la télévision naissante, sans réussir à se faire remarquer malgré son physique avantageux. Sa carrière prend un premier tournant après sa rencontre avec Arnie Fineman, un agent qui la prend dans ses talents tout en s'octroyant un droit de cuissage. Sous le nom d'Alma DeMott, elle commence à faire de petites apparitions au cinéma, aux côtés de Gary Cooper – qui lui donne, paternellement, des conseils pour sa carrière – et Clark Gable – avec lequel elle couche sans lendemain. Sa carrière ne décolle pourtant pas, malgré l'aide d'Arnie qui obtient cependant un rendez-vous avec Harry Cohn, le patron des studios Columbia à Hollywood. Ce dernier voit en elle un potentiel mais note aussi, selon lui, de petits défauts physiques, l'incitant indirectement à faire de la chirurgie esthétique. Essie n'hésite pas et les opérations pratiquées, elle note le changements de regards des gens et des professionnels du cinéma sur elle. Durant dix ans, sans devenir une star de premier plan, elle gravit cependant les échelons d'Hollywood, où elle vit désormais, et devient une vedette du cinéma connue et reconnue. Cependant, après une comédie musicale dans laquelle elle a tenu absolument à jouer – malgré le déclin de popularité du genre – et pour laquelle elle reçoit un Grammy Awards, sa carrière prend un coup d'arrêt à vingt-neuf ans avec la concurrence de la télévision (dont elle refuse les projets malgré les incitations d'Arnie). En 1960, elle accouche d'un fils, prénommé Clark, qu'elle délaissera, obnubilée par son image et sa carrière de plus en plus chancelante.

### Partie IV: Clark / Ésaü / Slick
Au début des années 1980, Clark, le fils d'Essie, tente de percer dans le milieu du cinéma en participant à l'écriture de scénarios, mais son caractère et son franc parler rapidement mettent fin à ses collaborations. Après divers petits boulots et une certaine errance, il finit par travailler comme opérateur de télésiège dans la station de sports d'hiver de son grand-oncle Jared dans le Colorado. Cependant, une énième altercation avec un autre employé marque une nouvelle fois sa difficulté à travailler et lui attire des leçons de la part de Jared. Alors qu'il sort un soir dans un bar de la petite ville, il fait la rencontre d'Hannah qui l'invite à passer la nuit avec elle dans le ranch communautaire dans lequel elle vit. Il apparaît rapidement qu'il s'agit d'une secte religieuse de type davidienne, vivant recluse, sous le joug d'un gourou charismatique – Jesse Smith, un ancien du vietnam, évangélique illuminé, dominateur et polygame – attendant la retour du Christ au jour de la Rédemption. Ce dernier voyant tout le bénéfice qu'il y aurait à attirer vers lui le fils d'une ancienne star de cinéma, entreprend une entreprise de séduction, attentif et compatissant à l'égard de Clark qu'il sent fragile et sans repère, notamment familiaux. Après avoir pris conseil auprès de son grand-père Teddy, qui lui dit de suivre ses envies profondes, Clark décide d'intégrer la communauté, séduit principalement par la condamnation puritaine qu'elle martèle vis-à-vis de la « grande Babylone » qu'est Hollywood.
Après quelques mois d'adaptation, Clark trouve sa place au sein du groupe, prend le nom d'Ésaü, endossant le rôle d'interface avec l'extérieur, que ce soit pour les démarches administratives, la comptabilité, ou les relations publiques. Devenu porte-parole et gestionnaire, il découvre également la passion des armes qui habite la secte, pourvue d'une quantité faramineuse d'armes de guerre avec lesquelles les hommes prennent un plaisir évident à extérioriser leurs frustrations (sexuelles et misanthropes) au cours de séances de tirs inquiétantes. Sur ordre de Jesse, l'arsenal augmente, et la communauté s'équipe pour tenir en autarcie en construisant un bunker souterrain et en faisant des réserves pour plusieurs mois dans l'attente d'une apocalypse imminente. Alors que des employés sociaux de la ville s'inquiètent de la réclusion des enfants et de leur non-scolarisation, l'un des membres de la secte en vient à tirer sur le bus de ramassage scolaire. Pressentant les conséquences de cet acte, Jesse décide d'organiser la défense du ranch et à l'arrivée de deux officiers de police fait ouvrir le feu sur eux. L'ATF intervient rapidement en bouclant le périmètre mais sans donner l'assaut craignant pour les femmes et les enfants. Un long siège de plusieurs semaines se met en place, couvert par les médias nationaux tout d'abord avides – relayant la parole de Jesse mais aussi interviewant la mère de Clark, Alma, qui n'est pas totalement mécontente de revenir sous le feu des caméras – puis rapidement désintéressés en raison du statu quo.
Alors que l'hiver est rude, que les réserves s'amenuisent et que les désertions au sein de la secte commencent à augmenter, Jesse, de plus en plus délirant et se voyant comme le Christ ressuscité, ordonne d'abattre les femmes et les enfants dans un suicide collectif pour les faire gagner au plus vite un au-delà salvateur. À la première exécution, Clark se rebelle et tue Jesse. La police donne enfin l'assaut parvenant à sauver la plupart des femmes et enfants mais tuant pratiquement tous les hommes. Retransmis en direct à la télévision, Teddy semble fier du sacrifice de son petit-fils qui aurait permis de sauver des innocents.

## Réception critique
Le roman est très bien accueilli par la critique américaine à sa parution aux États-Unis,,.

## Éditions
- (en) In the Beauty of the Lilies, Alfred A. Knopf Publishers, 1996  (ISBN 9780679446408), p.
- (en) In the Beauty of the Lilies, Random House, 1997  (ISBN 9780449911211), 576 p.
- Dans la splendeur des lis, trad. Michèle Hechter, coll. « Cadre vert », éditions du Seuil, 1998  (ISBN 9782020307406), 512 p.[7]